# Dicranota bimaculata
Dicranota (Dicranota) bimaculata là một loài ruồi trong họ Pediciidae. Chúng phân bố ở vùng sinh thái Palearctic.